# Gypsitea
Gypsitea là một chi bướm đêm thuộc họ Noctuidae.